# Markus Steiner (Musiker)
Markus Steiner (bürgerlich Markus Schaupensteiner, * 12. Februar 1972 in Graz) ist ein österreichischer Sänger und Songwriter im Bereich des Schlagers.

## Leben
Steiner wuchs bis zu seinem 18. Lebensjahr im südsteirischen Lebring auf. Dort besuchte er bereits als Kind die örtliche Musikschule. 1989 übersiedelte er in die Obersteiermark, wo er 1993 an der Bundeshandelsakademie Liezen die Matura absolvierte. Nach der Ausbildung zum akademisch geprüften Versicherungskaufmann an der Karl-Franzens-Universität in Graz, wechselte er nach einem erfolgreich abgelegten Aufnahmeverfahren zum Privatradio Antenne Steiermark, wo er vier Jahre lang als Nachrichtensprecher tätig war.

## Musikalische Karriere
Nach einem Auftritt in der ORF-Show „Die große Chance“ im Jahr 2012 wurde Steiner vom Produzenten Walter Wessely 2013 unter Vertrag genommen. Es folgten die Veröffentlichungen der selbstgeschriebenen Titel „So nah“, „1000 Meilen“, „Kein zweites Mal“, „Dieses Leben feiern wir“, „Da bin ich zu Haus`“, „Mein zweites Ich“ sowie des Titels „Let them fly“, die offizielle Hymne zur Skiflug-WM 2016 am Kulm. Die Darbietung des offiziellen WM-Songs, ein Duett mit der Song-Contest-Vertreterin und Starmania-Siegerin Nadine Beiler, wurde nicht nur zur WM-Eröffnung am Kulm am 14. Jänner 2016 vor tausenden Menschen im Kulmstadion und einem Millionenpublikum im Fernsehen live übertragen, mit ihm erreichte Steiner auch Platz 1 in den österreichischen Airplay-Charts (ermittelt durch Music Trace Austria / Pl. 1 / Chartwoche 2/2016).
Am 28. Oktober 2016 veröffentlichte Steiner sein Debütalbum „Ewiglich“. Von den Lesern der Kleinen Zeitung wurde er zum „Steirer des Jahres 2016“ in der Kategorie Entertainment gekürt.
Als Komponist schrieb er für Monika Martin (2013: Album „Hinter jedem Fenster“/ Titel: „Wie ein Gedicht“ – Text u. Musik; 2016: Album „Sehnsucht nach Liebe“ / Titel: „Wie dankbar ich bin“ – Text u. Musik), 2014 für das zweite Album von Voxxclub (Album „Ziwui“ / Titel: „Almkatz“ – Text), welches in Deutschland in den Albumcharts Platz 5, in Österreich Platz 7, erreichte, sowie für das 2018 erschienene Album „Duette“ von Michael Hirte. Für das Album "Magische Momente" von Semino Rossi schrieb Steiner 2024 in Zusammenarbeit mit dem Komponistenehepaar Hubert und Anna Molander den Titel "Liebe - mehr als ein Wort".
Am 27. Juli 2019 trat Markus Steiner mit seinem Titel „Vor Deiner Tür“ beim Sommer Open Air von „Wenn die Musi spielt“ in Bad Kleinkirchheim auf, welches live im ORF und MDR übertragen wurde.

## Autor
Am 23. Jänner 2019 veröffentlichte Steiner seinen Debütroman „Nur für eine Nacht“ (Rediroma-Verlag).

## Diskografie
Singles
- So nah – (2013)
- 1000 Meilen – (2013)
- Kein zweites Mal – (2014)
- Dieses Leben feiern wir – (2014)
- Da bin ich zu Haus´ – (2015)
- Mein zweites Ich – (2015)
- Let them fly – (2015)
- Der Affe vom Dienst – (2016)
- Dein Licht – (2016)
- Im Jetzt und Hier – (2017)
- Mehr von Dir – (2017)
- So wie damals – (2018)
- Das bist Du – (2018)
- Vor Deiner Tür – (2019)
- Dein wahrer Sommer – (2019)
- Du und Ich – (2019)
- Ganz nah bei Dir – (2020)
- Lauf – (2021)
- Das Bild an der Wand – (2021)
- Das mit uns – (2022)
- Jedes ja, jedes Nein – (2023)

Alben
- Ewiglich – (2016)